# Aberración en sistemas ópticos
Una aberración óptica es un defecto óptico que produce desviaciones de un sistema óptico y da lugar a imágenes con falta de nitidez o alteraciones. Cuando esto ocurre, significa que alguna de las aproximaciones ópticas que se ha realizado no se cumple correctamente.
Una lente perfecta proyectaría cada punto del plano del sujeto en un punto del plano focal correspondiente de manera que retuviera toda la relación espacial del sujeto. Sin embargo, ninguna lente es perfecta. Todos los objetivos forman una imagen imperfecta o ligeramente defectuosa del sujeto. Los defectos –conocidos como aberraciones de la lente– son sistemáticos por naturaleza y se pueden deducir a partir de la geometría de la formación de la imagen y las propiedades de la luz. Es habitual examinar las aberraciones una por una, pero es probable que muchas ópticas sufran la mayoría de estas cuando no todas. En la práctica, lo que importa es que se corrijan -mediante la elección del vidrio y su forma- para que la lente sea útil.
En términos generales, cuanto mayor sea el grado de corrección de las ópticas frente a las aberraciones, mayor será la capacidad para conseguir imágenes de calidad, es decir, aquellas que están más cerca de ser perfectas. Con las cámaras digitales avanzadas, es posible integrar la óptica con el software, por lo que algunas aberraciones se toleran en la lente sabiendo que se van a corregir mediante la manipulación de la imagen digital en un proceso posterior. Esto ayuda a mantener bajo el coste del objetivo a la vez que ofrece una gran calidad de imagen.

## Tipos

La aberración de coma

Existen diferentes tipos de aberraciones:

### Aberración esférica
La aberración esférica ocurre cuando los rayos más alejados que inciden en el eje óptico tienen el punto de enfoque más cerca del eje óptico que los rayos que están cerca del eje. La lente así enfoca a los rayos paralelos a lo largo de una línea en lugar de en un punto. Incluso los rayos paralelos pero a diferentes distancias del eje óptico no convergerán en el mismo punto. Esto se produce por la curvatura de la lente: los rayos cerca del eje pasan casi en ángulo recto, pero aquellos que están más alejados alcanzan la lente con un ángulo más pronunciado, lo que implica que los rayos cerca del centro estén menos curvados. La aberración esférica varía según la distancia de enfoque, corregida con elementos flotantes; y puede variar el plano de mejor enfoque aparente cuando se cierra el diafragma. 

### Curvatura del campo
La curvatura de campo describe la tendencia de las ópticas -que están formados por elementos redondeados- a proyectar una imagen sobre una superficie curvada en lugar de una plana. Esto se produce por los rayos marginales -aquellos más alejados del eje óptico-, que hacen que la lente sea más potente que con los rayos en el eje o centrales. Por consiguiente, los rayos marginales tienen el punto de enfoque más cerca de la lente (con las lentes positivas), mientras que los rayos cerca del centro están enfocados más lejos. Como consecuencia, cuando el centro de la imagen está enfocado, la periferia queda desenfocada y viceversa.

### Distorsión de la lente
La distorsión de la lente hace que las líneas rectas del sujeto aparezcan curvas en la imagen. Esto se produce por el cambio en el aumento de la imagen a lo largo de su altura: allí donde el aumento se incrementa desde el centro tiene una distorsión positiva y se conoce como "de cojín". Allí donde el aumento disminuye desde el centro, tiene una distorsión negativa y se llama "de barrilete". En los objetivos zum actuales, el tipo de magnificación o aumento puede variar a lo largo de la imagen, haciendo que una línea recta se muestre algo ondulada. Mientras que un simple cambio en el aumento es fácil de corregir, la variación de la distorsión precisa algoritmos de software, como el DxO Optics, especialmente diseñado para la lente en cuestión. Por lo general, las líneas en el centro de la imagen no se alteran. 

### Coma
El coma se aprecia más claramente en las tomas de noche: puntos de luz cerca de la periferia de la escena -fuera del eje óptico de la lente- se muestran como desenfoque con aspecto de cometa. El coma ocurre porque los rayos de luz, oblicuos al eje óptico -que no pasan por el eje-, no encuentran el plano focal y parecen desplegarse. Por consiguiente, las altas luces en los márgenes de la imagen tienen aspecto de cometa, con una zona central brillante y una especie de cola o estela. El coma es positivo cuando los rayos más distanciados del eje se enfocan alejados de este, y es negativo cuando se enfocan más cerca.

### Astigmatismo
El astigmatismo hace que los detalles que se encuentran en diferentes orientaciones, como vertical y horizontal, se enfoquen en distancias distintas. Un ejemplo clásico son los radios de una rueda: su imagen puede enfocarse o bien en el centro de la rueda o en los radios pero no en ambos. El astigmatismo se produce porque los rayos que entran con orientaciones distintas en el sistema muestran una variación de distancia focal. 

### Reducción de la luz
La reducción de luz (light fall-off) se entiende como un oscurecimiento de las esquinas de la imagen en comparación con su brillo central. Está causado por varios factores, conjuntamente llamados efectos coseno, que hace que la luz en la periferia de la imagen sea menos intensa que en el centro. En el diafragma puede ver que el cono de luz en el centro de la imagen es más grande y más cercano a la lente que el cono de luz en los bordes de la imagen. Además, la obstrucción física dentro del objetivo puede hacer que la imagen sea más oscura en las esquinas: es el viñetado, producido por el bloqueo por parte del objetivo de los rayos marginales.

### Aberraciones cromáticas
Las aberraciones cromáticas producen diferentes tipos de efectos en el color y son el resultado del enfoque de la óptica de distintos colores en diversos puntos. Se deben a la dispersión como cuando un prisma divide la luz blanca en los distintos colores. Cuando el punto de foco varía según el color, tenemos una aberración cromática longitudinal o axial: los colores se muestran borrosos, y es más evidente en los objetivos con distancia focal muy larga. El aumento de la imagen también puede variar con el color, con lo que la aberración cromática lateral (también llamada "diferencia cromática por magnificación") aumentará, y se muestra como bordes o flecos coloreados. Se hace más potente en la periferia de la imagen y es habitual en los objetivos gran angular y zum. No debe confundirse con los bordes coloreados producidos por defectos en la interpretación digital de los colores.